# أنور الفرقدين
أنور الفرقدين أو جنب الدب الأصغر أو بيتا الدب الأصغر (باللاتينية: Beta Ursae Minoris، اسمه التقليدي Kochab مشتق من الكلمة العربية "كوكب") وهو ثاني ألمع نجوم تقعر الدب الأصغر. وهو عبارة عملاق برتقالي يبعد 126.4 ± 2.5 سنة ضوئية عن الأرض. وإضاءته أكثر بـ 130 مرة من إضاءة الشمس، وتبلغ درجة حرارة سطحة حوالي 4000 كلفن.
وكوكب يقع في جوار أخفى الفرقدين وكلاهما مرئي بالعين المجردة، وكان كلاهما يشكل نجم القطب مابين 1500 قبل الميلاد حتى 500 بعد الميلاد.
لا ينبغي الخلط بينه وبين نجم إيتا الدب الأصغر الذي يسميه الأوروبيون بأنور الفرقدين (بالإنجليزية: Anwar al Farkadain)‏، وهو غير أنور الفرقدين المعروف عند العرب قديمًا.